# 아가멤논
아가멤논(영어: Agamemnon, 그리스어: Άγαμέμνων)은 그리스 신화의 등장인물로, 미케네 왕국의 와낙스(왕중왕)이다. 그는 아트레우스 왕과 아이로페 왕비의 아들로 메넬라우스의 형제이자 클리타임네스트라의 남편이며 이피게니아, 엘렉트라 또는 라오디케, 오레스테스와 크뤼소테미스의 아버지이기도 하다.
아가멤논이라는 이름의 인물이 역사상 실재했는지 정확한 답을 내릴 수 없다. 호메로스의 《일리아스》에서 아가멤논이 처음으로 등장한 후 그를 둘러싼 일화와 전설은 고대 그리스 문학에서 즐겨 다룬 소재 가운데 하나다. 여러 전설들은 아가멤논을 미케네와 아르고스의 왕으로 만들었다.
아가멤논 둘러싼 많은 이야기는 그의 족보와 매우 밀접한 관계가 있다. 호메로스의 일리아스에서 아가멤논은 아트레우스 장남이자 메넬라오스의 형이며, 펠로폰네소스반도의 여러 도시, 특히 아르고스, 미케네, 코린토스 등 지배하는 왕으로 묘사하고 있다.
그는 트로이 전쟁에서 그리스 동맹군의 총지휘관으로서 120척의 전함이 그의 지휘하에 있었다고 한다. 메넬라우스의 아내 헬레네가 트로이의 파리스에 의해 납치되자, 아가멤논은 그 결과로 벌어진 트로이 전쟁에서 그리스의 연합군을 지휘했다.
아가멤논은 트로이와 전쟁에서 승리하고서 여러 차례 고비를 넘기고 귀향하지만, 바로 그날 잔치에서 장녀 이피게네이아를 제물로 바친 일에 원한 품은 아내 클리타임네스트라에게 역으로 배반당했다.
이와 관련된 가장 오래된 기록인 오뒷세이아 11. 409-11에 따르면, 트로이에서 돌아온 아가멤논은 자신의 아내 클리타임네스트라의 정부, 아이기스투스에 의해 살해당한다.
오래된 이야기에서는 살해 장소가 특정되어 나온다면 보통 아가멤논의 궁전에서 거주하지 않은 아이기스투스의 저택으로 나오며, 아가멤논 추종자들의 사망과 매복 역시 언급된다. 후대의 이야기에서는, 클리타임네스트라가 직접 남편을 남편의 저택에서 살해했거나 아이기스투스와 함께 범행을 저질렀다고 나오기도 한다.

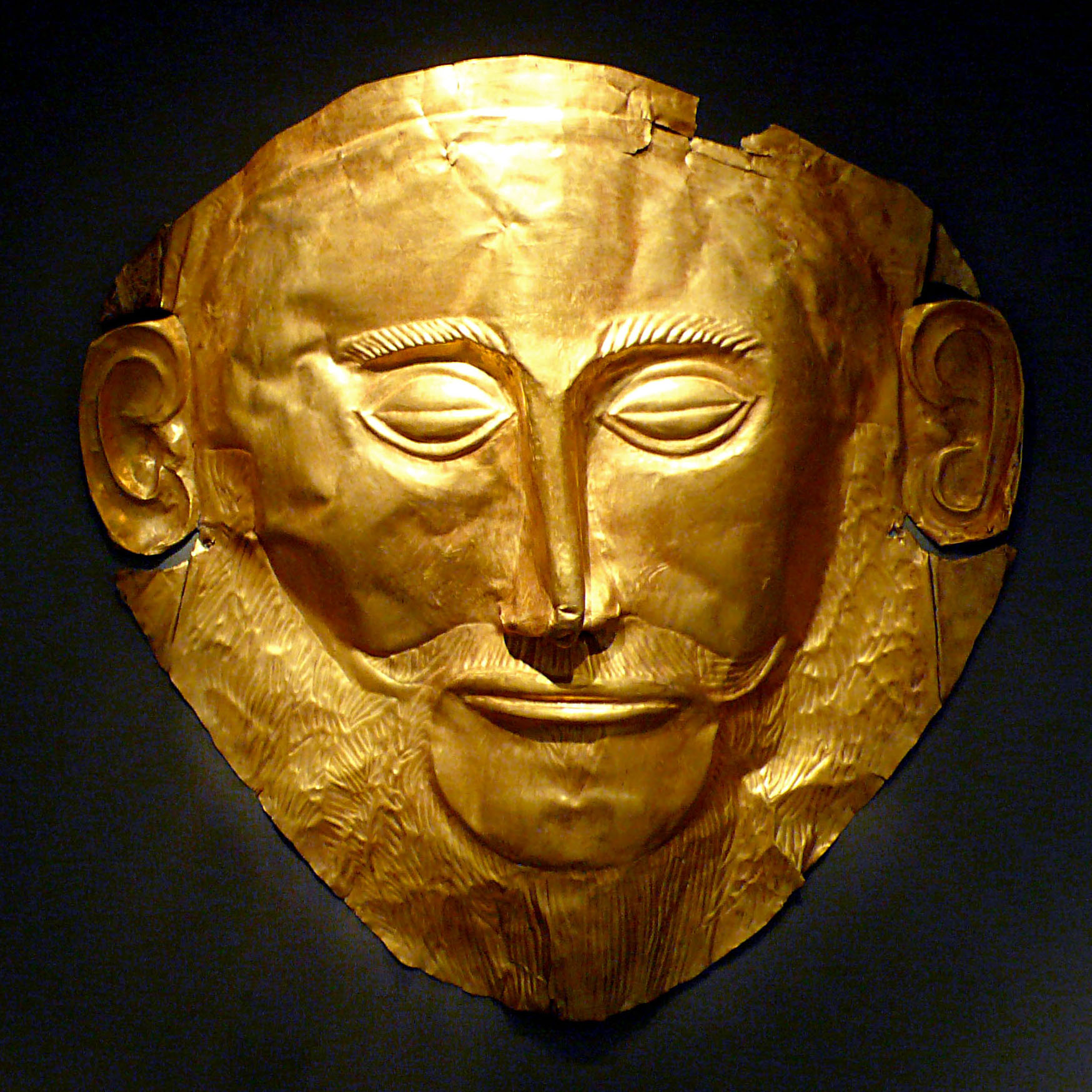
아가멤논 마스크

## 어원
그리스어로 그의 이름은 Ἀγαμέμνων인데 이 이름은 "흔들리지 않는", "불굴의"라는 의미이다. 이 이름은 ἄγαν, "매우"와 μέδομαι, "숙고하는"이라는 뜻으로 구성된 Ἀγαμέδμων이라는 단어에서 유래되었다.

## 가문의 족보
```
제우스
 ㅜ 
플루토

    
탄탈로스
 ┬ 
디오네

           
펠롭스
 ┬ 
히포다메이아

             ┌─────────┐
        
티에스테스
  
아트레우스
 ─┬─ 
클레올라
 ──────────┬ 
펠로페이아

             |                    |        ┌────────────┐
   
펠로페이아
     
플레이스테네스
      아가멤논      
메넬라오스
```

```
                                                크리소테미스
```

## 같이 보기
- 엘렉트라
- 엘렉트라 콤플렉스
- 클리타임네스트라
- 플레이스테네스
- 오레스테스

| 전임 아트레우스 | 미케네와 티린스의 왕 | 후임 아이기스토스 |

1. ↑  동일한 장소이지만 명칭만 다른 것으로 추정된다